# Ohařice
Ohařice település Csehországban, a Jičíni járásban. Ohařice Dolní Lochov, Střevač, Markvartice, Ostružno és Samšina településekkel határos. Lakosainak száma 78 fő (2024. január 1.).

## Népesség
A település lakosságának változását az alábbi diagram mutatja:
| Lakosok száma | 257  | 244  | 212  | 154  | 78   | 62   | 68   | 66   | 75   | 78   |
|               | 1869 | 1890 | 1921 | 1950 | 1980 | 2001 | 2017 | 2019 | 2022 | 2024 |